# Robert Alexander Rankin
Robert Alexander Rankin (Garlieston, 27 de outubro de 1915 — Glasgow, 27 de janeiro de 2001) foi um matemático escocês.
Trabalhou com teoria analítica dos números.
Seu pai, o reverendo Oliver Shaw Rankin, foi um ministro que posteriormente tornou-se professor de Linguagem do Antigo Testamento, literatura e teologia na Universidade de Edimburgo.
Rankin nasceu em Garlieston, Wigtownshire, Escócia, frequentou o Fettes College e graduou-se no Clare College (Cambridge) em 1937. Na Universidade de Cambridge foi particularmente influenciado por John Edensor Littlewood e Albert Ingham.
Foi eleito fellow do Clare College em 1939, mas sua carreira foi interrompida pela Segunda Guerra Mundial, durante a qual trabalhou pesquisando foguetes em Fort Halstead. Retornou a Cambridge em 1945, seguindo em 1951 para a Universidade de Birmingham ocupando a cátedra Mason de matemática. em 1954 foi professor de matemática da Universidade de Glasgow, aposentando-se em 1982.
Em 1987 recebeu o Prêmio Whitehead Sênior da London Mathematical Society.
Teve interesse continuado em Srinivasa Ramanujan, trabalhando inicialmente com Godfrey Harold Hardy com as anotações não publicadas de Ramanujan. Seus interesses de pesquisa foram especialmente a distribuição de números primos e formas modulares; desenvolveu o método de Rankin–Selberg em 1939.